# Fluvisol
Fluvisol er en lagdelt jordbund, som især findes i marskområder, strandenge og ådale, hvor tidevand og oversvømmelser jævnligt aflejrer nyt materiale, – eller hvor det er sket indtil for nylig. Denne jordbundstype findes især i Vestjylland, men også under strandenge og i ådale i resten af landet. Alt i alt er det dog kun få procent af Danmarks jord, hvor råjorden består af denne jordtype.
Fluvisol er et element i World Reference Base for Soil Resources.